# Amphibulus aureolus
Amphibulus aureolus är en stekelart som beskrevs av Luhman 1991. Amphibulus aureolus ingår i släktet Amphibulus och familjen brokparasitsteklar. Inga underarter finns listade i Catalogue of Life.